# 訃報 2013年7月
訃報 2013年7月（ふほう 2013ねん7がつ）では、2013年7月に物故した、又は物故が報じられた人物についてまとめる。

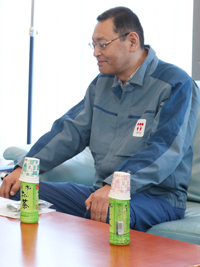
吉田昌郎／7月9日没

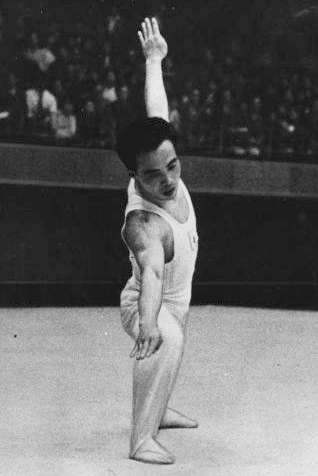
相原信行／7月16日没

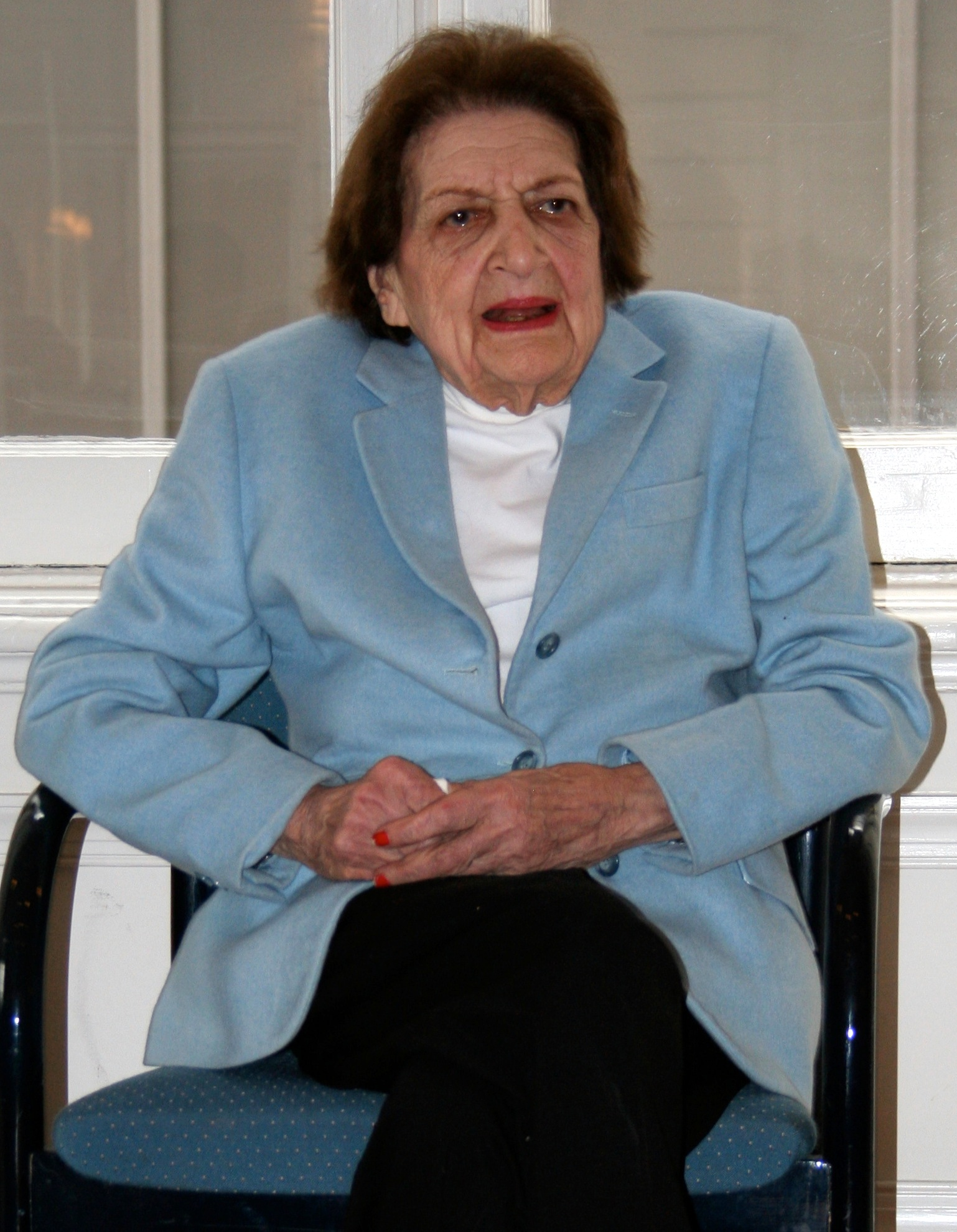
ヘレン・トーマス／7月20日没

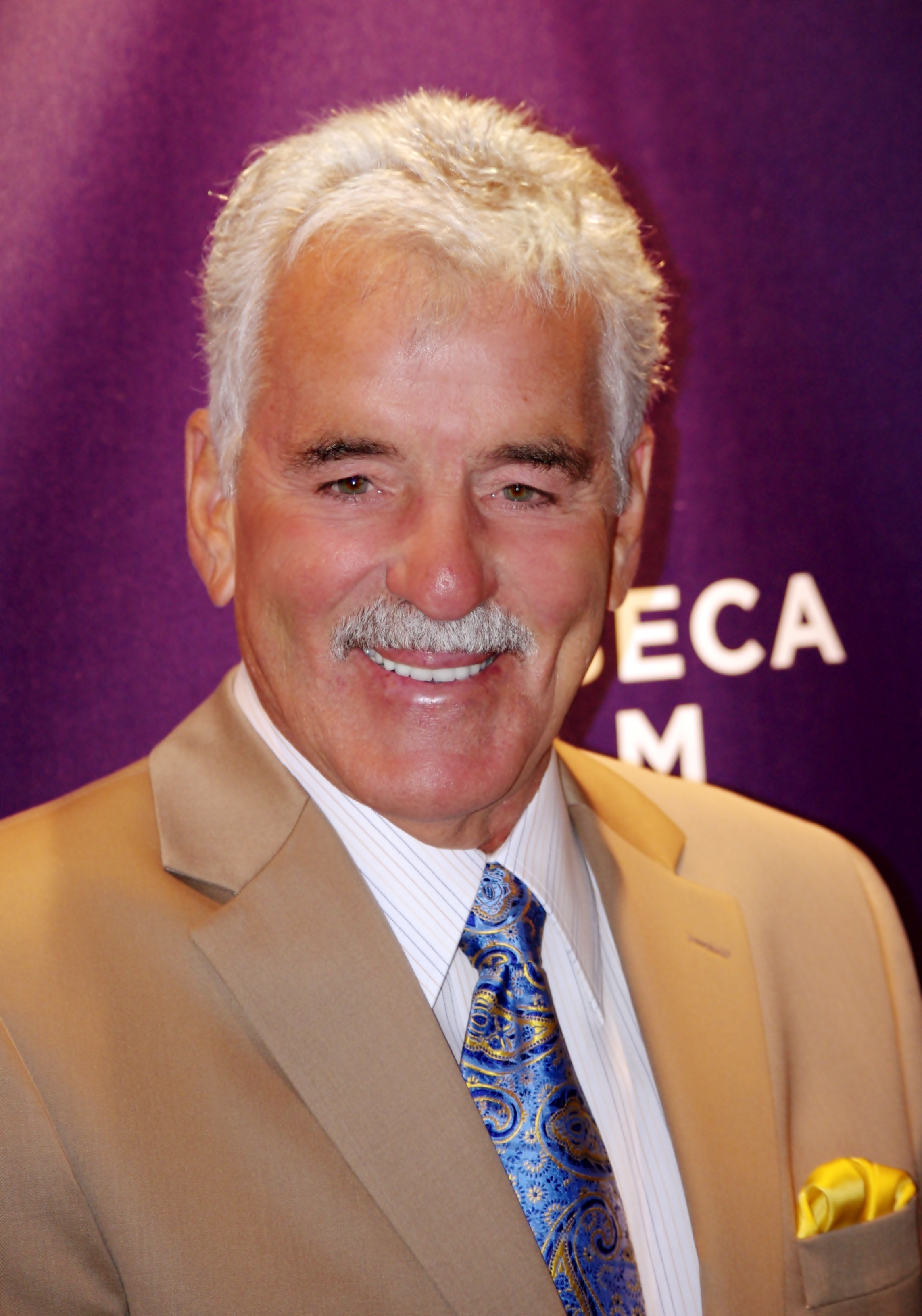
デニス・ファリーナ／7月22日没

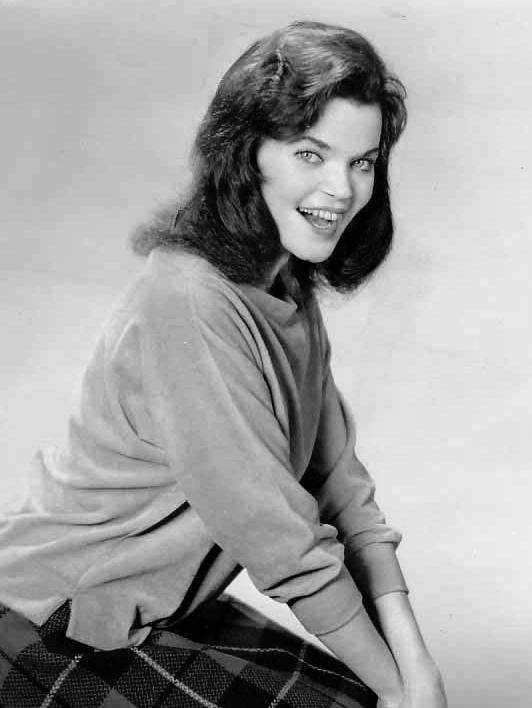
アイリーン・ブレナン／7月28日没

## 1日 - 15日
- 7月1日 - 島津国臣、日本の実業家、元東京放送取締役（* 1916年）[1]
- 7月1日 - 武智文雄、日本のプロ野球選手【近鉄バファローズ所属】（* 1926年）[2]
- 7月1日 - 平野礼次郎、日本の環境学者、東京大学名誉教授（* 1928年?）[3]
- 7月1日 - 田村弥枝、日本の小唄田村流三代目家元（* 1936年）[4]
- 7月2日 - 上坂昇、日本の政治家、元日本社会党衆議院議員（* 1918年）[5]
- 7月2日 - 西沢実、日本の劇作家（* 1918年）[6]
- 7月2日 - ダグラス・エンゲルバート、アメリカ合衆国の発明家（* 1925年）[7]
- 7月2日 - 吉田修一、日本の政治家、元福島市長（* 1926年?）[8]
- 7月2日 - 藤井道雄、日本の実業家、元東海ラジオ放送社長（* 1931年）[9]
- 7月2日 - 加賀八郎、日本のベーシスト、THE GOOD-BYEのベース・ボーカル（* 1958年）[10]
- 7月3日 - 山下秀、日本の実業家、元住友商事副社長（* 1922年?）[11]
- 7月3日 - 村岡三郎、日本の彫刻家（* 1928年）[12]
- 7月3日 - 倉島今朝徳、日本のプロ野球選手（* 1940年）[13]
- 7月4日 - 伊藤司、日本の医学者、元福島県立医科大学学長（* 1924年?）[14]
- 7月4日 - 山本博、日本の新聞記者、元朝日学生新聞社社長（* 1942年）[15]
- 7月4日 - バーナデット・テレス・ノーラン、アイルランドの歌手、タレント、ノーランズのメンバー（* 1960年）[16]
- 7月5日 - ジェームズ・マッコーブレー、世界の男性で2番目に高齢だった人物（* 1901年）[17]
- 7月5日 - 村田則男、日本の俳優・声優（* 1948年）[18]
- 7月6日 - 石垣博美、日本の経済学者、北海道大学名誉教授（* 1923年）[19]
- 7月6日 - 宮太郎、日本の実業家、元大和社長（* 1927年）[20]
- 7月6日 - 山口仙二、日本の平和運動家（* 1930年）[21]
- 7月6日 - 金子勇、日本のプログラマー、大学教員（* 1970年）[22]
- 7月7日 - 山口啓二、日本の歴史学者、元東京大学史料編纂所教授、元名古屋大学教授（* 1920年）[23]
- 7月7日 - 金本源之助、日本のロシア文学者、早稲田大学名誉教授（* 1921年?）[24]
- 7月7日 - 甲斐学、日本の実業家、元ダイセル化学工業副社長（* 1936年?）[25]
- 7月7日 - 後藤龍一、日本の航空自衛官【空将】、元西部航空方面隊司令官（* 1939年?）[26]
- 7月8日 - 中尾泰右、日本の医学者、秋田大学名誉教授（* 1934年?）[27]
- 7月9日 - 塚腰杜尚、日本の俳人（* 1921年?）[28]
- 7月9日 - 石川良三郎、日本の政治家、埼玉県川越市議会議長（* 1931年?）[29]
- 7月9日 - 山田史生、日本の囲碁・将棋ジャーナリスト（* 1936年?）[30]
- 7月9日 - 稲富健一郎、日本の英文学者、香川大学名誉教授（* 1939年?）[31]
- 7月9日 - 木下光男、日本の実業家、元豊田通商会長、元トヨタ自動車副社長（* 1946年）[32]
- 7月9日 - 吉田昌郎、日本の技術者、東京電力福島第一原子力発電所元所長（* 1955年）[33]
- 7月10日 - 田辺節郎、日本の教育者、元宝塚音楽学校校長（* 1916年?）[34]
- 7月10日 - 田村圓澄、日本の日本史学者、仏教史学者、九州大学名誉教授（* 1917年）[35]
- 7月10日 - 具玉姫、大韓民国のプロゴルファー（* 1956年）[36]
- 7月11日 - 中鉢正美、日本の経済学者（* 1920年）[37]
- 7月11日 - 大堀昭治、日本の実業家、大映テレビ名誉顧問（* 1927年）[38]
- 7月11日 - 角地正純、日本の声楽家（* 1931年?）[39]
- 7月11日 - 青木美智男、日本の歴史学者、元専修大学文学部教授（* 1936年）[40]
- 7月12日 - アマー・G・ボーズ、アメリカ合衆国の実業家、ボーズ創業者（* 1929年）[41]
- 7月12日 - 高橋たか子、日本の小説家（* 1932年）[42]
- 7月12日 - 柴崎勇、日本の競馬調教師・元騎手（* 1949年）[43]
- 7月12日 - 田中りえ、日本の小説家（* 1956年）[44]
- 7月13日 - 戸田菊雄、日本の政治家、元日本社会党衆議院議員、参議院議員（* 1924年）[45]
- 7月13日 - コリー・モンティス、アメリカ合衆国の俳優、歌手（* 1982年）[46]
- 7月14日 - 津軽海伝藏、日本の元大相撲力士、元若者頭（* 1927年）[47]
- 7月14日 - 高橋伸夫、日本の地理学者、筑波大学名誉教授（* 1939年）[48]
- 7月14日 - ハーバート・アリソン（英語版）、アメリカ合衆国の実業家、元メリルリンチ社長（* 1943年）[49]
- 7月14日 - MAKI THE MAGIC、日本のDJ、トラックメイカー、キエるマキュウメンバー（* 1967年?）[50]
- 7月15日 - 中里信男、日本の政治家、青森県議会議員、元八戸市長（* 1927年）[51]
- 7月15日 - 石井晶、日本のプロ野球選手（* 1939年）[52]

## 16日 - 31日
- 7月16日 - 相原信行、日本の体操競技選手、体操競技指導者（* 1934年）[53]
- 7月16日 - 高橋健夫、日本のスポーツ教育学者、元筑波大学副学長、日本体育大学副学長（* 1943年）[54]
- 7月17日 - デヴィッド・コリンズ（英語版）、アイルランドの建築・インテリアデザイナー（* 1955年）[55]
- 7月18日 - 碧海純一、日本の法学者、東京大学名誉教授（* 1924年）[56]
- 7月18日 - 兼子勲、日本の実業家、元日本航空社長（* 1938年）[57]
- 7月19日 - ジート・モンゴル、カナダのプロレスラー（* 1931年）[58]
- 7月20日 - ヘレン・トーマス、アメリカ合衆国のジャーナリスト（* 1920年）[59]
- 7月20日 - 野上龍雄、日本の脚本家（* 1928年）[60]
- 7月20日 - ジョン・カサブランカス、アメリカ合衆国の実業家、エリート・モデル・マネジメント設立者（* 1942年）[61]
- 7月20日 - 武哲山剛、日本の大相撲力士、東洋大学附属牛久高等学校相撲部顧問（* 1971年）[62]
- 7月21日 - 斎藤忠、日本の考古学者、大正大学名誉教授、財団法人飛鳥保存財団理事、文学博士（* 1908年）[63]
- 7月21日 - 平松譲、日本の洋画家（* 1914年）[64]
- 7月22日 - デニス・ファリーナ、アメリカ合衆国・シカゴ出身の俳優（* 1944年）[65]
- 7月22日 - アリ・マオ・マーラン、世界最後の自然感染による天然痘患者（* 1954年）[66]
- 7月23日 - 五十嵐丈吉、日本の男性最高齢だった人物（* 1902年）[67][68]
- 7月23日 - 西尾邑次、日本の政治家、第11-14代鳥取県知事（* 1921年）[69]
- 7月23日 - 大浜用光、日本の画家（* 1929年）[70]
- 7月23日 - ジャウマ・サントス、ブラジルのサッカー選手（* 1929年）[71]
- 7月23日 - エミール・グリフィス、アメリカ領ヴァージン諸島出身のプロボクサー（* 1938年）[72]
- 7月23日 - 渡辺直由、日本の政治家、元岐阜県美濃加茂市長（* 1945年）[73]
- 7月23日 - キム・ジョンハク、韓国のドラマ監督（* 1951年）[74]
- 7月23日 - 梅津正彦、日本のアクションディレクター、コーディネーター、ボクシングコーチ（* 1968年）[75]
- 7月24日 - 渡辺三郎、日本の能楽師（* 1917年）[76]
- 7月24日 - 松田隆智、日本の中国武術研究家（* 1938年）[77]
- 7月25日 - 島田廣、日本のバレエダンサー、振付家、バレエ指導者（* 1919年）[78]
- 7月25日 - ウォルター・デ・マリア、アメリカ合衆国の彫刻家・音楽家（* 1935年）[79]
- 7月25日 - ベルナデット・ラフォン、フランスの女優（* 1938年）[80]
- 7月25日 - 松岡博、日本の法学者（* 1939年）[81]
- 7月25日 - バーナビー・ジャック（英語版）、ニュージーランドのセキュリティ研究者（* 1977年）[82]
- 7月25日 - 瀬戸和則、プロ野球選手（* 1950年）
- 7月26日 - ジョージ・P・ミッチェル（英語版）、アメリカ合衆国の実業家、シェールガス採取技術者（* 1919年）[83]
- 7月26日 - 中村勝己、日本の経済史研究者、慶應義塾大学名誉教授（* 1924年）[84]
- 7月26日 - 前川守康、日本の歌謡漫談家（* 1927年?）[85]
- 7月26日 - J・J・ケイル、アメリカ合衆国のシンガーソングライター（* 1938年）[86]
- 7月27日 - 有賀弘、日本の政治学者、東京大学名誉教授（* 1934年）[87]
- 7月27日 - イリア・セガロビッチ（英語版）、ロシアの実業家、検索サイトYandexの共同創業者、CTO（* 1964年）[88]
- 7月27日 - ミック・ファレン（英語版）、イギリスのロック・ミュージシャン。ロックバンド、ザ・デヴィアンツのリーダー。[89]
- 7月28日 - 堀端宏、日本の政治家、大阪府藤井寺市長（* 1923年）[90]
- 7月28日 - 片岡昌、日本の劇人形作家・美術家（* 1932年）[91]
- 7月28日 - 岩田進、日本の実業家、テレビ朝日代表取締役専務（* 1932年?）[92]
- 7月28日 - アイリーン・ブレナン、アメリカ合衆国の女優（* 1932年）[93]
- 7月28日 - 戸井十月、日本の作家、ルポライター、映像ディレクター（* 1948年）[94]
- 7月28日 - 山本佐門、日本の政治学者（* 1942年）[95]
- 7月29日 - トニー・ゲイズ（英語版）、オーストラリアのレーシングドライバー（* 1920年）[96]
- 7月29日 - 井村徹、日本の金属工学者（* 1924年）[97]
- 7月29日 - 姫田忠義、日本のドキュメンタリー映画監督、映像民俗学者（* 1928年）[98]
- 7月29日 - 田岡正堂、日本の書家、毎日書道会理事（* 1934年）[99]
- 7月29日 - 今井良晴、日本のリングアナウンサー（* 1959年）[100]
- 7月29日 - クリスティアン・ベニテス、エクアドルのサッカー選手（* 1986年）[101]
- 7月30日 - ベルトルト・バイツ（ドイツ語版）、ドイツの実業家、元国際オリンピック委員会副会長（* 1913年）[102]
- 7月30日 - 竹内実、日本の中国文学研究者（* 1923年）[103]
- 7月30日 - 門田省三、日本の駐イスラエル大使、迎賓館長（* 1925年）[104]
- 7月30日 - 松尾官平、日本の政治家、第22代参議院副議長、元自由民主党・新進党参議院議員（* 1927年）[105]
- 7月30日 - ロバート・ニーリー・ベラー、アメリカ合衆国の宗教社会学者（* 1927年）[106]
- 7月30日 - 六代目笑福亭松喬、日本の落語家（* 1951年）[107]
- 7月31日 - 王作榮、台湾の経済学者、元監察院院長（* 1919年）[108]
- 7月31日 - マイケル・アンサラ、アメリカの俳優（* 1922年）[109]
- 7月31日 - 平山亨、日本の映画監督、テレビプロデューサー（* 1929年）[110]
- 7月31日 - 川瀬白秋、日本の生田流箏曲白秋会家元、三曲演奏家（* 1929年?）[111]
- 7月31日 - 中村博彦、日本の政治家、自民党参議院議員、社会福祉法人健祥会理事長（* 1943年）[112]
- 7月31日 - 稲垣太成、日本のプロゴルファー（* 1955年）[113]